# Водевил
Водевил (на френски: vaudeville от val (лат. vallis– долина), и Vire (Вир) – име на град; val de Vire, преминало в vaudeville) в общия смисъл терминът означава лека и кратка комедия с музикален съпровод и пеене в отделните части.
Историята на водевила се свързва с френския поет и музикант Оливер Баслен (Oliver Basselin), роден и творил в гр. Вир през 15 век. На него се приписват редица песни, публикувани в началото на 16 век под заглавието Vaux da Vire. По-късно всички песни с такъв лек сатиричен характер влизат в наименованието Voix de ville (градска песен).
От 16 до 18 век този специфичен термин започва да придобива и малко по-странично значение от обикновената градска песен, като става популярен в цяла Европа. От края на 17 век водевилът намира място и в театъра на Италия и Франция (Comèdie Italiane, Theatre-Francais), където се включва в хорово пеене. В тези театрални постановки се пеят както оригинални мелодии, така и музика, заимствана от популярни песни, но украсена с подчертан комичен характер. От водевила през първата половина на 18 век се ражда и френската опера-комик, а през 19 век се ражда и водевилната комедия.
Много интересен е и руският водевил, който се появява в началото на 19 век. В него намират място не само куплетни песни, но и арии от рода на романсите, дуети, а понякога – цели хорове и оперно-вокални ансамбли, както и увертюри. Голяма част от руските водевили от 19 век носят наименованието опера-водевил.